# Huashan (köping i Kina, Yunnan)
Huashan (kinesiska: 花山街道) är en köping i Kina. Den ligger i provinsen Yunnan, i den sydvästra delen av landet, omkring 140 kilometer nordost om provinshuvudstaden Kunming. Huashan ligger vid sjön Huashan Shuiku.
Genomsnittlig årsnederbörd är 1 055 millimeter. Den regnigaste månaden är juni, med i genomsnitt 238 mm nederbörd, och den torraste är januari, med 11 mm nederbörd.